# 最適停止問題
最適停止問題（さいてきていしもんだい、optimal stopping、early stopping）とは、（期待報酬を最大化したり期待コストを最小化するために）特定の行動をとる最適なタイミング（時期や時刻）を選択決定する数学の問題。 
例として秘書問題が挙げられる。最適停止問題は、しばしばベルマン方程式(英)の形で記述されたり動的計画法を使用して解かれる。
応用先は統計学、経済学、（アメリカンオプションと関連して）数理ファイナンス、オペレーションズ・リサーチなど。